# 전상석
전상석은 1981년 4월부터 1986년 4월 대법원 판사를 지낸 법조인이다. 대법원 판사로 재직한 1985년 5월 주심 법관으로 징역4년 보호감호 7년을 확정한 용접공 김덕배(35)이 1995년 7월 만기출소한 직후 "고문으로 허위 자백을 했고 피해자가 학력을 속이는 등 거짓 증언을 한 것으로 진범으로 몰린 것이 억울하다"며 자살했다. 손해배상 청구사건에 있어 피해자에 대한 손해배상액 산정의 기초가 되는 피해자의 과실비율 결정은 하급심의 전권사항이던 것을 전상석이 법관으로 심리한 교통사고 손해배상 청구소송 사건에서 "공평원칙에 어긋난다"는 이유로 원고의 과실비율을 10%인정한 원심을 깨고 광주고등법원으로 환송했다. 이는 대법원 역사상 최초의 배척 판결이다.